# Peter Mlynár
Peter Mlynár (* 1. März 1988 in Poprad) ist ein ehemaliger slowakischer Skilangläufer.

## Werdegang
Mlynár nahm von 2006 bis 2022 vorwiegend am Slavic-Cup teil. Dabei holte er 13 Siege und gewann in der Saison 2010/11 die Gesamtwertung. In der Saison 2015/16 wurde er Zweiter und in der Saison 2017/18 und 2019/20 Dritter in der Gesamtwertung. Nach zwei Staffelteilnahmen im Weltcup lief er sein erstes Weltcupeinzelrennen im November 2008 in Kuusamo, welches er mit dem 47. Platz im Sprint beendete. Bei den Olympischen Winterspielen 2010 in Vancouver belegte er den 57. Rang im Sprint und den 12. Platz in der Staffel. Bei den nordischen Skiweltmeisterschaften 2011 in Oslo  erreichte er den 62. Platz im Sprint und den 12. Rang im Teamsprint. Seine ersten und einzigen Weltcuppunkte holte er bei der Tour de Ski 2011/12 mit dem 18. Rang im Sprintetappenrennen. Seine besten Resultate bei den nordischen Skiweltmeisterschaften 2013 im Val di Fiemme waren der 38. Rang im Sprint und der 20. Platz im Teamsprint. Bei der Nordic Opening in Kuusamo zu Beginn der Saison 2013/14 errang er den 90. Platz. Bei den Olympischen Winterspielen 2014 in Sotschi waren der 51. Platz über 15 km klassisch und der 17. Rang im Teamsprint seine besten Platzierungen. Im Februar 2015 errang er bei den nordischen Skiweltmeisterschaften 2015 in Falun den 65. Platz über 15 km Freistil, den 41. Rang im Sprint und den 22. Platz im Teamsprint. Bei der Weltcup Minitour 2015 in Ruka belegte er den 61. Platz und im folgenden Jahr in Lillehammer den 73. Rang. Anfang Juli 2016 siegte er im Rollerski-Weltcup in Oroslavje im 10-km-Massenstartrennen. Bei den Rollerski-Weltmeisterschaften 2017 in Sollefteå holte er zusammen mit Miroslav Šulek die Bronzemedaille im Teamsprint. Seine besten Platzierungen bei den Olympischen Winterspielen 2018 in Pyeongchang waren der 23. Platz im Sprint und der 22. Rang zusammen mit Andrej Segeč im Teamsprint. Im Januar 2019 gewann er den Biela Stopa über 50 km Freistil und 30 km klassisch. Bei den Olympischen Winterspielen 2022 in Peking errang er den 58. Platz über 15 km klassisch.

## Erfolge

### Siege bei Continental-Cup-Rennen
| Nr. | Datum             | Ort           | Disziplin            | Serie      |
| --- | ----------------- | ------------- | -------------------- | ---------- |
| 1.  | 8. Januar 2011    | Wisla         | Sprint klassisch     | Slavic-Cup |
| 2.  | 11. Januar 2011   | Zakopane      | Sprint klassisch     | Slavic-Cup |
| 3.  | 22. Januar 2012   | Štrbské Pleso | 15 km klassisch      | Slavic-Cup |
| 4.  | 28. Januar 2012   | Wisla         | Sprint klassisch     | Slavic-Cup |
| 5.  | 1. März 2015      | Kremnica      | 15 km klassisch Mst. | Slavic-Cup |
| 6.  | 9. Januar 2016    | Štrbské Pleso | 10 km klassisch      | Slavic-Cup |
| 7.  | 10. Januar 2016   | Štrbské Pleso | 15 km Freistil       | Slavic-Cup |
| 8.  | 28. Februar 2016  | Kremnica      | 15 km klassisch Mst. | Slavic-Cup |
| 9.  | 16. Dezember 2017 | Štrbské Pleso | Sprint klassisch     | Slavic-Cup |
| 10. | 17. Dezember 2017 | Štrbské Pleso | 10 km Freistil       | Slavic-Cup |
| 11. | 18. März 2018     | Kremnica      | 15 km Freistil Mst.  | Slavic-Cup |
| 12. | 15. Dezember 2018 | Štrbské Pleso | 10 km klassisch      | Slavic-Cup |
| 13. | 29. Dezember 2019 | Štrbské Pleso | 10 km klassisch      | Slavic-Cup |

### Siege im Rollerski-Weltcup im Einzel
| Nr. | Datum        | Ort       | Disziplin                  |
| --- | ------------ | --------- | -------------------------- |
| 1.  | 2. Juli 2016 | Oroslavje | 10 km Freistil Massenstart |

## Teilnahmen an Weltmeisterschaften und Olympischen Winterspielen

### Olympische Spiele
- 2010 Vancouver: 12. Platz Staffel, 57. Platz Sprint klassisch
- 2014 Sotschi: 51. Platz 15 km klassisch, 66. Platz Sprint Freistil
- 2018 Pyeongchang: 22. Platz Teamsprint Freistil, 23. Platz Sprint klassisch, 51. Platz 50 km klassisch Massenstart, 67. Platz 15 km Freistil
- 2022 Peking: 58. Platz 15 km klassisch

### Nordische Skiweltmeisterschaften
- 2011 Oslo: 12. Platz Teamsprint klassisch, 62. Platz Sprint Freistil
- 2013 Val di Fiemme: 20. Platz Teamsprint Freistil, 38. Platz Sprint klassisch, 76. Platz 15 km Freistil
- 2015 Falun: 22. Platz Teamsprint Freistil, 41. Platz Sprint klassisch, 65. Platz 15 km Freistil